# Artavasde I di Media Atropatene
Artavasde I di Media Atropatene (latino: Artavasdes; 59 a.C. circa – Roma, 20 a.C. circa), nelle fonti anche chiamato Artavaside o Artabazo, fu sovrano della Media Atropatene e nemico di Artavaside II di Armenia.

## Biografia
Artavasde era il figlio e successore di Ariobarzane I; sposò una figlia di re Antioco I di Commagene, da cui ebbe Ariobarzane II, Iotapa e Dario (forse padre di Artabano II).
Quando, nel 36 a.C., Marco Antonio diede inizio alla sua campagna partica, Artavasde I era alleato del sovrano partico Fraate IV. Antonio condusse le proprie truppe da Zeugma verso settentrione in Armenia e di lì invase la Media Atropatene, con lo scopo di attaccare Fraate non da ovest, come usuale, ma da nord; la tattica sarebbe stata suggerita da Artavaside II di Armenia, acerrimo nemico di Artavasde I di Media Atropatene. Antonio pose sotto assedio Fraaspa, la capitale fortificata dove Artavasde aveva mandato a rifugiarsi la propria famiglia, mentre lui si univa con l'esercito all'esercito partico di Fraate. Mentre Antonio assediava Fraaspa, Artavasde e il generale partico Monese distrussero due legioni romane, comandate dal generale Oppio Staziano, che seguiva più lentamente Antonio con le macchine d'assedio. Antonio, perse le macchine necessarie a catturare Fraaspa, decise di ritirarsi.
Malgrado la riuscita difesa del proprio regno, Artavasde non poteva essere completamente soddisfatto: se da una parte Antonio aveva devastato il paese, dall'altra Fraate lo trattò con condiscendenza e gli diede una minima parte del bottino. Nel 35 a.C., dunque, Artavasde decise di proporre ad Antonio un'alleanza, e il generale romano accettò; per rafforzare il legame, i due decisero di stringere un'alleanza matrimoniale, facendo fidanzare Alessandro Elio, figlio di Marco Antonio e Cleopatra, con Iotapa, figlia di Artavasde, sebbene entrambi fossero bambini (34 a.C.).
Nel 33 a.C. Antonio e Artavasde si incontrarono sulle rive del fiume Araxes, e qui stabilirono che Antonio avrebbe dovuto aiutare Artavasde contro i Parti e che il re dei Medi avrebbe dovuto sostenere Antonio contro Ottaviano; a suggellare l'accordo, i due concordarono uno scambio di truppe e l'allargamento del dominio di Artavasde con territori armeni, la restituzione di un'insegna sottratta da Artavasde a Oppio Staziano e la partenza di Iotapa con Marco Antonio. Con l'aiuto delle truppe romane, Artavasde fu in grado di respingere un attacco dei Parti; ma prima della battaglia di Azio, Antonio richiamò le truppe concesse ad Artavasde senza restituirgli le truppe mede, e questa volta Fraate riuscì a sconfiggere e catturare Artavasde (30 a.C.).
Artavasde riuscì a fuggire e a raggiungere Augusto, che lo ricevette in amicizia, gli restituì la figlia Iotapa e lo fece sovrano vassallo dell'Armenia Minore. Morì poco prima del 20 a.C., all'età di 39 anni, probabilmente a Roma (qui si trova il suo epitaffio).